# PENG
PENG! es un cómic de acción one-shot de 72 páginas sobre deportes escrito y dibujado por Corey Lewis, publicado en 2005 por Oni Press.

## Historia de publicación
Al igual muchas otras obras de Lewis, es abundante en referencias subtextuales sobre videojuegos y artes marciales. Es el seguimiento del trabajo inicial de Lewis, el primer volumen de la serie Sharknife. Producido inmediatamente después de que Sharknife, PENG! no obstante muestra un cambio estilístico hacia una delineación más suelta y un diseño de páginas más abierto. Este cambio en estilo, combinado con las dimensiones de páginas más grande en PENG!, lo hizo más legible para muchos críticos, como Mark Fossen:
En el formato tankobon [de Sharknife], el arte de Lewis parecía cramped y confuso. Había demasiado linework en cada panel pequeño, y su uso frecuente de imágenes de página doble era un problema cuándo la mitad de la imagen estaba tragada por la espina del libro. En formato de cómic estándar de Peng, su arte tiene espacio para respirar, y las páginas de splash pueden ser disfrutadas en su gloria plena. ...Es como una rica torta de chocolate, que no necesita ser hecha más densa. Peng es una delicia, y una toma completamente diferente con un lenguaje visual nuevo para los cómics...
PENG! fue reimpreso en su totalidad en 2020 con el título PENG! Action Sports Adventures! La edición nueva contiene la historia original junto con dos historias adicionales, incluyendo Freeze, un one-shot anterior autopublicado.

## Trama
PENG! contiene la historia sobre The Foot Knux, un equipo de jugadores jóvenes de Kickball avanzado y su batalla para ganar el campeonato. PENG! inicia justo antes del partido semifinal del torneo a medida que los cuatro equipos finales se preparan para competir por la copa.

## Personajes y equipos
- The Foot Knux - "Los novatos favoritos de la temporada"
- The Anologgers - "Formado por varios artistas de música"
- The Aurora Skeddos - "Protectores de la pureza kickball"
- The Dolpheets - "El mejor equipo canadiense de todos los tiempos"

## Universo compartido en PENG!
PENG! se desarrolla en la misma continuidad que la obra característica de Lewis, Sharknife, y su personaje principal, Rocky Hallelujah, es el hermano más joven del personaje titular de aquella otra obra. Rocky también aparece en el segundo volumen, Sharknife Doble Z. Hasta ahora, no hay conexiones de trama entre las dos obras. Scott Pilgrim también aparece brevemente como un miembro sustituto del equipo The Dolpheets.